# Orologio del tempo che scorre

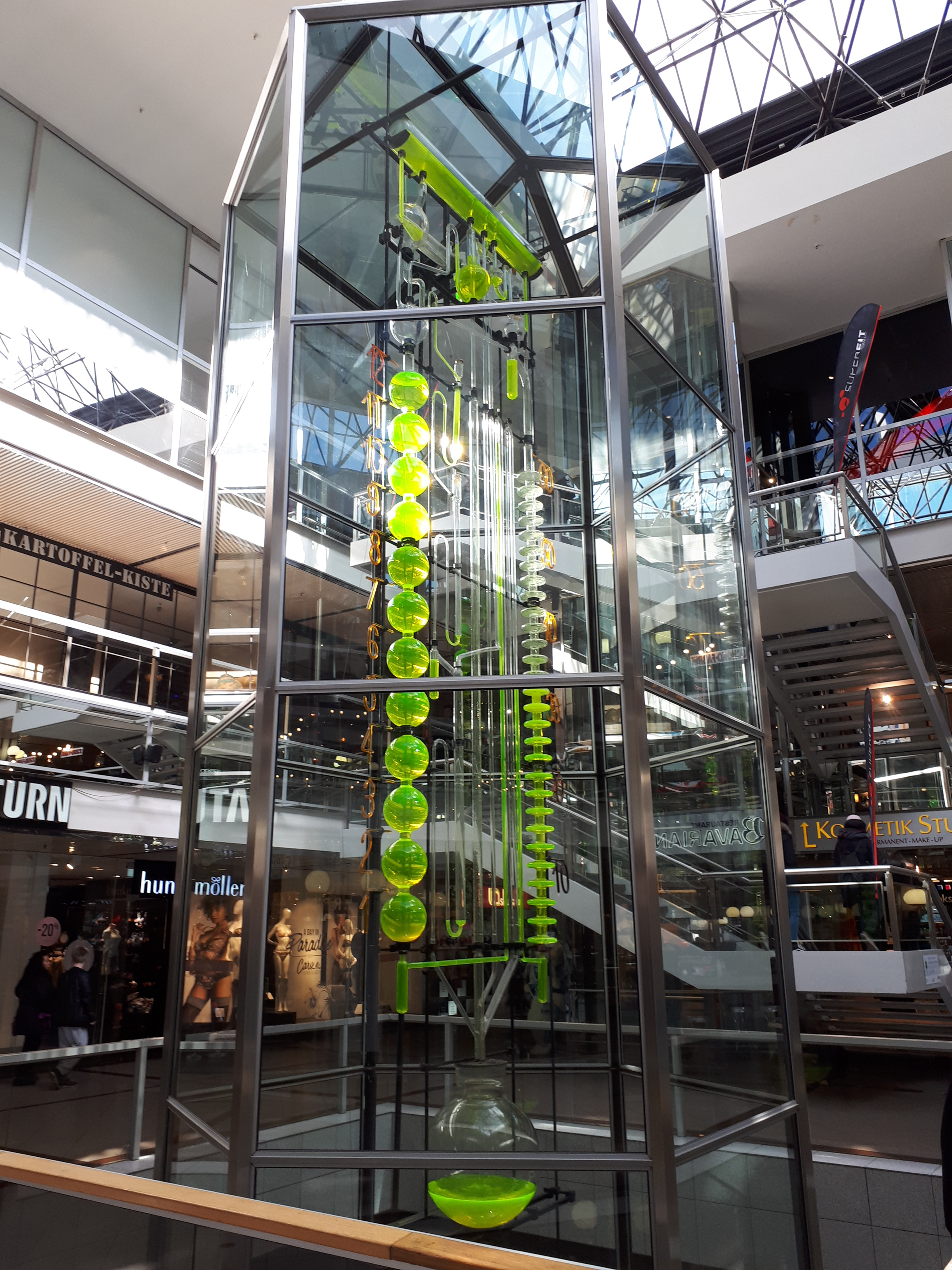
Immagine

L'Orologio del tempo che scorre (in tedesco Uhr der fließenden Zeit) è un orologio alto 13 metri posizionato all'interno dell'Europa-Center, a Berlino. L'orologio, che si estende per 3 piani, visualizza le ore attraverso del liquido che scorre in sfere di vetro; in aggiunta, nella parte bassa oscilla anche un pendolo.
L'orologio funziona con acqua colorata che scorre all'interno di vasi di vetro comunicanti. I vasi piccoli e schiacciati sono 30 mentre i vasi più grandi, sferici, sono 12. Ogni vaso piccolo si riempie in 2 minuti per cui, quando si sono riempiti tutti, sono passati 60 minuti, vale a dire 1 ora. A questo punto il liquido defluisce e riempie uno dei vasi sferici sull'altra colonna: ogni vaso sferico indica 1 ora. Dopo 12 ore l'orologio si svuota completamente ed il ciclo riprende: alle ore 1 ed alle ore 13 i vasi sono pertanto vuoti. Il movimento del liquido nei vasi è regolato dal pendolo viola posto in basso, che è a sua volta mosso dallo scorrimento del liquido nella vasca sottostante.
L'orologio è stato progettato ed installato nel 1982 dal francese Bernard Gitton.
All'esterno del centro esiste anche un altro orologio, detto Orologio della teoria degli insiemi.